# سیارک ۲۳۲۳۸
سیارک ۲۳۲۳۸ (به انگلیسی: 23238 Ocasio-Cortez، نامگذاری:2000WU111) بیست و سه هزار و دویست و سی و هشتمین سیارک کشف شده‌است که در ۲۰ نوامبر ۲۰۰۰ کشف شد.
قدر مطلق سیارک برابر ۱۰.۷ است.